# Alexis Korner’s Blues Incorporated
Alexis Korner's Blues Incorporated (или просто Blues Incorporated) — британская группа, исполнявшая музыку в стиле блюз и ритм-н-блюз, существовавшая с 1961 по 1966 годы.
Группа была сформирована в Лондоне британским музыкантом Алексисом Корнером, в разное время её участниками были Джек Брюс, Чарли Уоттс, Terry Cox, Джинджер Бейкер, Art Wood, Джон Болдри, Ronnie Jones, Дэнни Томпсон, Грэм Бонд, Сирил Дэвис, Дик Хекстолл-Смит и другие музыканты. Свою первую концертную практику в коллективе Корнера получили Мик Джаггер, Кит Ричардс, Брайан Джонс, Род Стюарт, Джон Мэйолл, Джимми Пэйдж.
По мнению многих музыкальных критиков, Alexis Korner's Blues Incorporated оказала огромное влияние на формирования британской музыки 1960-х годов. По словам Брюса Эдера (Bruce Eder), «без Алексиса Корнера в начале 1960-х всё ещё существовала бы британская блюзовая сцена, но есть вероятность, что она сильно отличалась бы от той, которая породила Rolling Stones, воспитала ранние таланты Эрика Клэптона и сделала возможным такие фигуры, как Джон Мейолл».

## История группы
В начале 1950-х годов Алексис Корнер был участником джазового ансамбля Криса Барбера (Chris Barber). В 1954 году он познакомился и создал дуэт с Сирилом Дэвисом, который разделял его страсть к американскому блюзу. Новообразованный дуэт начал играть блюз в лондонских джаз-клубах и через некоторое время музыканты открыли свой собственный "London Blues and Barrelhouse Club", в котором время от времени выступали приезжие блюзмены из Америки, среди которых были такие известные блюзовые исполнители, как Muddy Waters, Sonny Terry, Memphis Slim и др. В этом клубе также играли начинающие британские музыканты, в том числе, Чарли Уоттс, Джон Болдри и Джек Брюс.
В 1961 году Дэвис и Корнер получили возможность играть в популярном лондонском клубе Marquee Club, бывшем в то время основной сценой для джазовых и ритм-энд-блюзовых лондонских музыкантов. Это обеспечило им большую известность в музыкальном сообществе Лондона, и вскоре они организовали музыкальный коллектив под названием Alexis Korner’s Blues Incorporated (Blues Incorporated), куда вошли ещё несколько музыкантов, исполнявших ритм-энд-блюз: вокалист Джон Болдри (иногда его заменял Арт Вуд), барабанщик Чарли Уоттс, басист Джек Брюс и саксофонист Дик Хекстолл-Смит. Это была неформальная группа с непостоянным составом.
Вскоре группа Blues Incorporated начала регулярные выступления и в "Ealing Jazz Club", чем увеличила свою популярность. 17 марта 1962 года Корнер и Дэвис организовали регулярную «Ночь ритм-н-блюза», в которой принимали участие такие музыканты, как Мик Джаггер, Кит Ричардс, Брайан Джонс, Эрик Клэптон, Род Стюарт, Пол Джонс, Джон Мэйолл, Джимми Пейдж, некоторые из которых время от времени играли вместе с Blues Incorporated. Примерно в это же время ударник Чарли Уоттс покинул группу, чтобы присоединиться к Rolling Stones, и предложил Джинджера Бейкера в качестве своей замены. В том же году группа Blues Incorporated подписала контракт с звукозаписывающей фирмой Decca Records и выпустила свой первый долгоиграющий альбома R&B from the Marquee.
В конце 1962 года Сирил Дэвис не согласился с намерением Корнера добавить в группу духовую секцию и обратиться больше к джазу, чем к блюзу, и ушёл из Blues Incorporated, чтобы сформировать свою собственную группу Cyril Davies All-Stars. Его заменил Грэм Бонд и Blues Incorporated нашли новую резиденцию в клубе «Фламинго», однако вскоре после этого Бонд, Брюс и Бейкер ушли, чтобы сформировать свою собственную группу под названием The Graham Bond Organisation.
После этого Blues Incorporated сосредоточилась на концертной деятельности, а не на записи, и группа выпустила только два сингла: «I Need Your Loving»/«Please Please Please Please» (1964) и «Little Baby»/«Roberta» (1965). В 1964 году были выпущены две долгоиграющие пластинки At The Cavern и Red Hot From Alex с американским вокалистом Херби Гоинсом (Herbie Goins) в басистом Дэнни Томпсоном. В 1965 группа выпустила свой последний альбом Sky High, а в 1966 году Корнер распустил группу.

## Дискография
- R&B from the Marquee (1962)
- Red Hot From Alex (1964)
- At The Cavern (1964)
- Alexis Korner's Blues Incorporated (1965)
- Sky High (1965)